# Nordisk kombination vid olympiska vinterspelen 2002
Nordisk kombination vid olympiska vinterspelen 2002 i Salt Lake City, Utah, USA.

## Herrar

### Individuell
Jaakko Tallus var överraskande i ledningen efter backhoppningen men Samppa Lajunen slog honom i längdskidåkningen.
- 9-10 februari 2002

| Medalj | Tävlande                    | Tid     |
| Guld   | Samppa Lajunen (Finland)    | 39:11.7 |
| Silver | Jaakko Tallus (Finland)     | 39:36.4 |
| Brons  | Felix Gottwald (Österrike)  | 40:06.5 |
| 4      | Ronny Ackermann (Tyskland)  | 40:27.8 |
| 5      | Björn Kircheisen (Tyskland) | 40:55.9 |
| 6      | Mario Stecher (Österrike)   | 41:30.8 |
| 7      | Todd Lodwick (USA)          | 41:39.4 |
| 8      | Kristian Hammer (Norge)     | 41:40.8 |

### Sprint
- 21-22 februari 2002

| Medalj | Tävlande        | Tid     |
| Guld   | Samppa Lajunen  | 16.40,1 |
| Silver | Ronny Ackermann | 16.49,1 |
| Brons  | Felix Gottwald  | 17.20,3 |
| 4      | Jaakko Tallus   | 17.25.9 |
| 5      | Todd Lodwick    | 17.32.1 |
| 6      | Daito Takahashi | 17.37.9 |
| 7      | Hannu Manninen  | 17.42.7 |
| 8      | Andy Hartmann   | 17.44.7 |

### Lag
Finland ledde stort efter backhoppningen och höll i ledningen.Tyskland klättrade från en femteplats till att knuffa ner Österrike från andraplatsen.
- 16-17 februari 2002

| Medalj | Lag                                                                           | Tid     |
| Guld   | Finland (Jari Mantila, Hannu Manninen, Jaakko Tallus, Samppa Lajunen)         | 48:42.2 |
| Silver | Tyskland (Björn Kircheisen, Georg Hettich, Marcel Höhlig, Ronny Ackermann)    | 48:49.7 |
| Brons  | Österrike (Christoph Bieler, Michael Gruber, Mario Stecher, Felix Gottwald)   | 48:53.2 |
| 4      | USA (Bill Demong, Johnny Spillane, Matt Dayton, Todd Lodwick)                 | 49:54.1 |
| 5      | Norge (Kristian Hammer, Sverre Rotevatn, Jan Rune Grave, Lars Andreas Østvik) | 51:22.1 |
| 6      | Frankrike (Nicolas Bal, Ludovic Roux, Frédéric Baud, Kevin Arnould)           | 51:35.5 |
| 7      | Schweiz (Jan Schmid, Ivan Rieder, Andreas Hurschler, Ronny Heer)              | 52:07.9 |
| 8      | Japan (Satoshi Mori, Kenji Ogiwara, Daito Takahashi, Gen Tomii).              | 52:26.5 |